# (351) Ирса
(351) Ирса (норв. Yrsa) — довольно крупный астероид главного пояса, который принадлежит к светлому спектральному классу S. Он был открыт 16 декабря 1892 года немецким астрономом Максом Вольфом в обсерватории Хайдельберг в Германии и назван в честь героини скандинавских легенд  Ирсы.

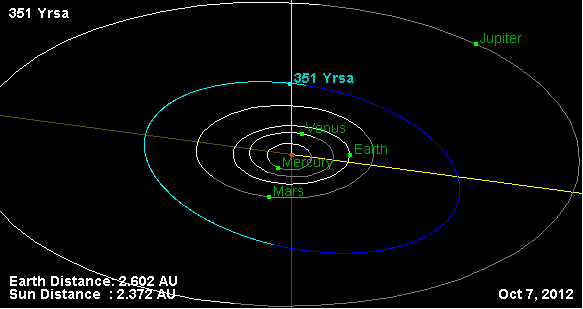
Орбита астероида Ирса и его положение в Солнечной системе